# Menomblet
Menomblet település Franciaországban, Vendée megyében. Lakosainak száma 681 fő (2022. január 1.). Menomblet La Forêt-sur-Sèvre, Saint-André-sur-Sèvre, Montournais, Réaumur és Saint-Pierre-du-Chemin községekkel határos.

## Népesség
A település népességének változása:
| Lakosok száma | 615  | 646  | 674  | 664  | 665  | 675  | 677  | 679  | 681  |
|               | 2013 | 2015 | 2016 | 2017 | 2018 | 2019 | 2020 | 2021 | 2022 |